# 多羅亨卡 (基輔州)
50°10′25″N 29°54′41″E / 50.17361°N 29.91139°E
多羅亨卡（烏克蘭語：Дорогинка）是位於烏克蘭北部的村莊，由基辅州法斯蒂夫區的托馬希夫卡市鎮負責管轄。該村始建於1524年，面積3.8平方公里，2001年人口805，人口密度每平方公里211.3人。